# Kurt Engstler
Kurt Engstler (* 10. Juli 1949 in Tschagguns, Vorarlberg) ist ein ehemaliger österreichischer Skirennläufer und Trainer. Er erreichte in seiner Spezialdisziplin Abfahrt drei Top-10-Platzierungen im Weltcup und gewann zweimal die Abfahrtswertung im Europacup. Nach dem Ende seiner aktiven Karriere war er unter anderem Abfahrts- und Super-G-Trainer der Herren im Österreichischen Skiverband.

## Karriere
Erste Erfolge auf nationaler Ebene erzielte Engstler 1967, als er Österreichischer Jugendmeister in Abfahrt und Kombination wurde. Drei Jahre später kam er im März 1970 in Voss erstmals im Weltcup zum Einsatz, blieb aber vorerst bei seinen Starts auf höchster Ebene ohne nennenswerte Resultate. Nach dem Sieg in einer FIS-Abfahrt in Pfronten und dem zweiten Platz bei den Österreichischen Meisterschaften im Winter 1970/1971, gelang ihm in der Saison 1971/72 der Durchbruch im neu eingeführten Europacup. Engstler gewann zwei Abfahrten in Thyon und sicherte sich den Sieg in der Abfahrts-Disziplinenwertung. Sein bestes Weltcupergebnis war in jenem Winter ein 24. Platz bei den Hahnenkammrennen in Kitzbühel gewesen.
Nach seinem Europacuperfolg konnte Engstler im folgenden Winter 1972/73 auch im Weltcup zur erweiterten Spitze aufschließen. Er gewann seine ersten Weltcuppunkte mit dem sechsten Platz auf der Saslong in Gröden, der gleichzeitig sein bestes Weltcupergebnis blieb, wurde Achter in Grindelwald und Siebter in St. Moritz, womit er Rang 13 im Abfahrtsweltcup belegte. Diese Resultate konnte Engstler später nicht mehr wiederholen. Er startete daher wieder vorrangig im Europacup, gewann in der Saison 1974/75 mit fünf Rennsiegen zum zweiten Mal die Abfahrtswertung und wurde Zweiter der Gesamtwertung. Erneut konzentrierte er sich im Winter 1975/76 verstärkt auf den Weltcup, blieb aber ohne Weltcuppunkte, worauf er seine aktive Karriere 1976 beendete.
Noch im selben Jahr begann Engstler als Trainer beim englischen Skiverband, ehe er 1977 als Jugendtrainer zum Vorarlberger Skiverband wechselte. 1991 wurde er Abfahrts- und Super-G-Gruppentrainer der Herren im Österreichischen Skiverband und betreute so unter anderem den ebenfalls aus Vorarlberg stammenden Abfahrer Patrick Ortlieb. Nachdem er nochmals einige Jahre für den Vorarlberger Skiverband gearbeitet hatte, beendete Engstler 2002 seine Trainertätigkeit.

## Erfolge

### Weltcup
- 3 Platzierungen unter den besten zehn

### Europacup
- 2. Platz in der Gesamtwertung der Saison 1974/75
- Gewinn der Abfahrtswertung in den Saisonen 1971/72 und 1974/75
- 8 Rennsiege:

| Saison    | Ort      | Land        | Disziplin |
| --------- | -------- | ----------- | --------- |
| 1971/1972 | Thyon    | Schweiz     | Abfahrt   |
| 1971/1972 | Thyon    | Schweiz     | Abfahrt   |
| 1973/1974 | Megève   | Frankreich  | Abfahrt   |
| 1974/1975 | Laax     | Schweiz     | Abfahrt   |
| 1974/1975 | Laax     | Schweiz     | Abfahrt   |
| 1974/1975 | Morzine  | Frankreich  | Abfahrt   |
| 1974/1975 | Jahorina | Jugoslawien | Abfahrt   |
| 1974/1975 | Jahorina | Jugoslawien | Abfahrt   |